# 天主教拉布里亚自治监督区
天主教拉布里亞自治監督區（拉丁語：Praelatura Territorialis Labreana）是巴西一個羅馬天主教自治監督區，屬波多韋柳總教區。
監督區成立於1925年5月1日，位於亞馬遜州南部。2004年有教友61,500人（佔轄區總人口78.0%）、四個堂區、十一名司鐸。現任監督為赫蘇斯·莫拉薩·魯伊斯·德阿蘇亞。